# MH编码
MH编码是英文Modified Huffman的简称，即改进的哈夫曼编码，适用于传真等黑白位图图像的压缩，也是一种TIFF格式图像的压缩选项。它结合了变长编码和哈夫曼编码，将图像按行进行游程编码。
MH的编码方式非常简单，图像按行以黑色和白色点的游程编成序列。游程长度小于64时，其结尾加上一个结尾码。若其长度等于或大于64时，会在结尾码前加入补充码，来定义游程的长度，这个长度是64的倍数，这个倍数为1到40的整数，故游程长度的范围就可以从64到2560.这样就可以避免对2560个可能的游程进行哈夫曼编码，而把编码长度限制在64。
2560像素的单行长度对于标准的A4传真纸已经足够，而一般的传真纸白色的部分要比黑色的部分的面积大，所以MH编码还针对这一特点进行了优化，白色像素的游程一般比黑色像素的游程长。每行总是从白色游程开始（如果第一像素为黑色，则此长度可设为0），这样就保证收发图文颜色同步。